# فرهنگ رومی بریتانیایی

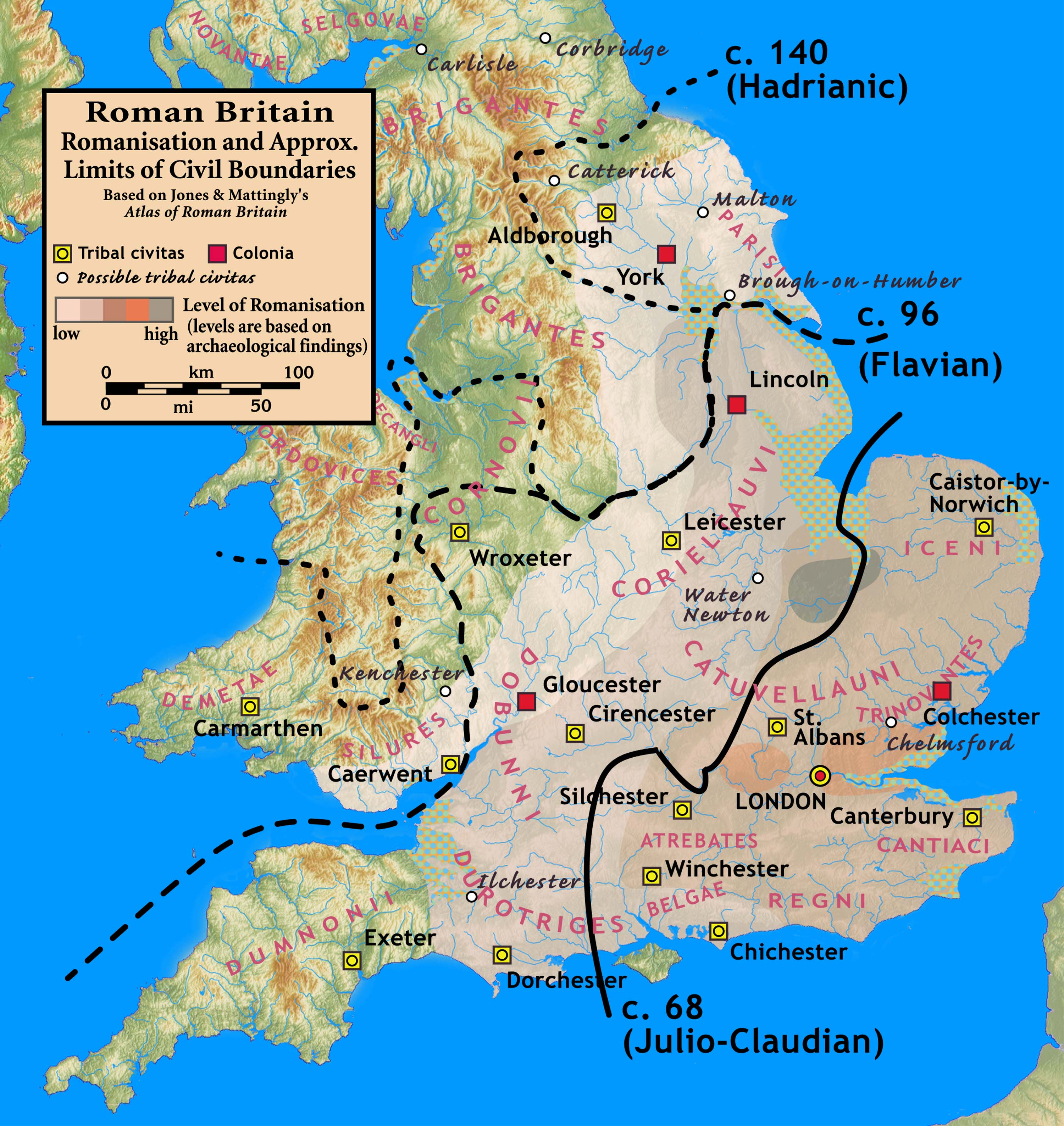
درجات نسبی رومی شدن ، بر پایه یافته های باستان شناسی
رومیان بیشترین پهناوری را در جنوب خاوری جزیره داشتند و در باختر و شمال کمتر گسترش یافتند.
در باخترِ خطی از هامبر تا سورن و دربرگیرنده کورن‌وال و دوون ، فرهنگ رومی کم بود یا وجود نداشت

فرهنگ رومی بریتانیایی فرهنگی‌ست که به دنبال گشایش بریتانیا در ۴۴ پس از میلاد و پایه‌گذاری استان بریتانیا  پدید آمد.
این، به عنوان آمیخته‌ای از فرهنگ وارداتی رومی با بریتانیایی‌های بومی در میان مردمی با زبان و آیین‌های سلتی پدید آمد.
این فرهنگ از «بیرون رفتن روم در سدهٔ پنجم از بریتانیا» جان به در بردو خود را به عنوان دژ استواری در ولز یافت، جایی که قرار بود فرهنگ نوظهور ولزی را پایه بگذارد.
پژوهش‌گرانی مانند کریستوفر اسنایدر بر این باورند که در درازای سدهٔ ۵ و ۶ (تقریباً از ۴۱۰ که لژیون‌های روم عقب‌نشینی کردند، تا ۵۹۷ هنگامی که سنت آگوستین به کانتربری رسید) جنوب بریتانیا فرهنگ فعال زیررومی را نگه داشت و از تاخت‌وتاز آنگلوساکسون‌ها جان به در برد و حتی هنگام نوشتن لاتین بومی را به کار می‌بُرد.

## بن‌مایه
- همکاری‌کنندگان ویکی‌پدیا، «Romano-British culture »، ویکی‌پدیای انگلیسی، دانشنامهٔ آزاد (بازیابی ۷ مهر ۱۴۰۰)